# Veblen
Veblen és una població dels Estats Units a l'estat de Dakota del Sud. Segons el cens del 2000 tenia 281 habitants.

## Demografia
Segons el cens del 2000, Veblen tenia 281 habitants, 141 habitatges, i 73 famílies. La densitat de població era de 350 habitants per km².
Dels 141 habitatges en un 22% hi vivien nens de menys de 18 anys, en un 35,5% hi vivien parelles casades, en un 11,3% dones solteres, i en un 48,2% no eren unitats familiars. En el 47,5% dels habitatges hi vivien persones soles el 29,1% de les quals corresponia a persones de 65 anys o més que vivien soles. El nombre mitjà de persones vivint en cada habitatge era d'1,99 i el nombre mitjà de persones que vivien en cada família era de 2,79.
Per edats la població es repartia de la següent manera: un 25,3% tenia menys de 18 anys, un 5,7% entre 18 i 24, un 18,5% entre 25 i 44, un 19,9% de 45 a 60 i un 30,6% 65 anys o més.
L'edat mediana era de 45 anys. Per cada 100 dones de 18 o més anys hi havia 81 homes.
La renda mediana per habitatge era de 18.583 $ i la renda mediana per família de 20.625 $. Els homes tenien una renda mediana de 31.964 $ mentre que les dones 16.250 $. La renda per capita de la població era de 12.053 $. Entorn del 25,3% de les famílies i el 29,7% de la població estaven per davall del llindar de pobresa.

## Poblacions més properes
El següent diagrama mostra les poblacions més properes.